# Тернове (Баштанський район)
Тернове́ — село в Україні, у Казанківській селищній громаді Баштанського району Миколаївської області. Населення становить 67 осіб.